# Salig den, vars hjärta lågar
Salig den, vars hjärta lågar är en kristen psalm. Texten är skriven av Samuel Ödmann.

## Publicerad i
- 1819 års psalmbok, som nummer 293 under rubriken "Kristligt sinne och förhållande - I allmänhet: Förhållandet till oss själva och nästan: Kyskhet".